# Simbología LGBT
Como muchas otras organizaciones y comunidades, los miembros de la comunidad LGBT han adoptado ciertos símbolos por los cuales se identifican y, a su vez, demuestran su unidad, orgullo, valores compartidos y fidelidad entre pares.

## Triángulos rosa y negro
Uno de los símbolos más antiguos es el triángulo rosa, el cual fue originalmente utilizado en los campos de concentración nazi para identificar a aquellos hombres "acusados" por su naturaleza homosexual. Aquellos que fuesen judíos y homosexuales (considerados el peor nivel de prisioneros) al mismo tiempo debían llevar un triángulo rosa con otro de color amarillo superpuesto. En ambos casos, debían usar esta insignia sobre su pecho, cosido en su ropa. Se estima que cerca de 220 000 gais y lesbianas murieron junto a los seis millones de judíos que los nazis exterminaron en sus campos de la muerte durante la Segunda Guerra Mundial, como parte de la denominada "solución final" de Hitler.
Por esta razón, a partir de 1970 el triángulo rosa se utilizó tanto como un símbolo identificatorio para recordar las atrocidades sufridas por la comunidad homosexual durante la persecución nazi, como para representar la unión del movimiento homosexual. El efecto de este símbolo, sirve también como freno para personas homófobas quienes, al encontrarse frente a este símbolo en caso de difamación, persecución o limitación de derechos a personas LGBT, evitarán asociar su proceder con lo que el régimen nazi representa para la sociedad actual. En 1980 ACT-UP (Aids Coalition to Unleash Power, que en español prácticamente significa "Coalición contra el sida para la liberación") también adoptó el triángulo rosa invertido (con un pico apuntando hacia arriba) para simbolizar la lucha activa en contra de la enfermedad del sida en lugar de la "pasiva resignación del destino". 
Los nazis reunían a "mujeres indeseables" o "antisociales" (en alemán: azial, lit. 'asocial') incluyendo a las lesbianas, con un triángulo negro invertido. Algunas lesbianas hoy en día utilizan este símbolo como representación de aquella masacre, al igual que los hombres homosexuales lo hacen con el triángulo rosa.

Triángulos
El triángulo rosa fue originalmente usado para "marcar" hombres homosexuales en los campos de concentración Nazi.
El triángulo negro se utilizó para identificar lesbianas, prostitutas o mujeres que utilizaban métodos anticonceptivos (entre otras) en los campos de concentración Nazi.
El triángulo rosa sobre el amarillo representaba a homosexuales judíos en los campos de concentración Nazi.

## Bandera LGBT

Versión actual de la bandera LGBT.

Gilbert Baker diseñó la bandera del arcoíris en 1978 para la celebración de la libertad homosexual en San Francisco. La bandera no muestra un arcoíris real. El autor se inspiró en varias fuentes como el movimiento hippie y el Movimiento por los Derechos Civiles en Estados Unidos. Los colores se muestran en líneas horizontales con el color rojo en su parte superior y el púrpura en la inferior. Representa la diversidad de la homosexualidad tanto femenina como masculina, respectivamente. La banda color púrpura a veces se reemplaza con una color negro para representar la masculinidad o el orgullo del fetichismo del cuero negro. 
El significado de los colores de la bandera original según Baker, simbolizan los diferentes aspectos de vida LGBT: 
- Rosado: la sexualidad.
- Rojo: la sensualidad.
- Naranja: la salud.
- Amarillo: el sol.
- Verde: la naturaleza.
- Azul: el arte.
- Índigo: la armonía.
- Púrpura: el espíritu.

La bandera actual no posee las dos bandas adicionales de color rosa y verde agua: dos colores que denotan la bisexualidad. El color verde agua fue asociado en la homosexualidad durante la Época victoriana. Estos dos colores aparecen en el Triángulo Bisexual Doble, y el color rosado denota una similitud con el color del Triángulo Rosa. Es así que el 1979, la bandera de seis bandas fue utilizada para una de las primeras marchas del orgullo gay y los ocho colores originales de la bandera flamean sobre Castro (San Francisco) en San Francisco y en el Centro LGBT en la ciudad de Nueva York.

## Lambda

El símbolo lambda.

En 1970, la letra griega lambda (λ) fue seleccionada para simbolizar la campaña de liberación homosexual para la Alianza de Activistas Homosexuales. Cuatro años después, el Congreso Internacional de Derechos Homosexuales en Edinburgo, Escocia, eligió el mismo símbolo para representar los derechos de lesbianas y gays. Como resultado, el símbolo lambda ha sido reconocido internacionalmente por el movimiento LGBT en 1974. Se utiliza de color lavanda, un color que, como el rosado, se asocia con la homosexualidad. Como la letra lambda se emplea en física para representar la longitud de onda asociada con la energía, se eligió para simbolizar la energía del Movimiento de Derechos Homosexuales. Se dice también que significa la unión en la opresión.
La organización de derechos homosexuales, Lambda Legal, hace una alusión de este símbolo en su nombre.

## Anillos de la libertad
Se conforman por seis anillos de aluminio diseñados por David Spada, cada uno con los colores de la bandera LGBT. Se utilizan generalmente en collares, pendientes o llaveros. Recientemente se ha incluido una alternativa a los anillos, utilizando triángulos en su lugar.

## Símbolos de género homosexual
Los pares de símbolos de género y los acorde a la representación femenina son usados como símbolos distintivos de mujeres y hombres homosexuales respectivamente. Las variaciones de estos símbolos se pueden encontrar tanto en la bisexualidad como en la transexualidad.  

Símbolos de Venus y Marte
Dos símbolos femeninos enlazados forman el símbolo lésbico.
Dos símbolos masculinos enlazados forman el símbolo homosexual masculino.

## Labrys

El Labrys.

El labrys o hacha de doble hoja, fue un símbolo utilizado por la antigua civilización minoica (a veces asociado con el poder matriarcal) y en las leyendas de la Grecia antigua fue utilizado por Amazonas escitas. También se asocia con la diosa griega Deméter (Ceres, en la mitología romana) y ocasionalmente la diosa griega Artemisa (Diana en la mitología romana). La religión de la civilización minoica se centraba en el poder de una diosa que se mostraba con el torso desnudo. Se cree que fue la protectora de las mujeres en aquel tiempo, y esta diosa se representa con serpientes extendiéndose desde sus manos, símbolo de la fertilidad y la agricultura, y rodeada por devotas con hachas de doble hoja, las cuales eran utilizadas para labrar la tierra.
Este símbolo actualmente se utiliza para representar al movimiento lésbico y feminista por su fuerza e independencia.

## Mano púrpura
En la noche de Halloween, el 31 de octubre de 1969, sesenta miembros del Frente de Liberación Homosexual (Gay Liberation Front, GLF) y la Sociedad por los Derechos Individuales (Society for Individual Rights, SIR) marcharon en protesta hacia el periódico San Francisco Examiner en respuesta a una serie de artículos con comentarios despectivos para la comunidad LGBT en los bares y clubes gay de San Francisco. La "protesta pacífica" en contra de la política editorial homofóbica resultó tumultuosa y fue llamada posteriormente como "El viernes de la mano púrpura" y "Viernes sangriento de la mano púrpura". 
Algunas personas reportaron que un balde con tinta fue arrojado desde el techo del edificio. Los protestantes utilizaron la tinta para escribir Gay Power ('Poder Homosexual') y otros eslóganes en las paredes del edificio y estamparon sus manos color púrpura sobre toda el área central de San Francisco, lo que resultó en una de las demostraciones más visibles del movimiento gay en ese momento.

## Símbolos de la bisexualidad
Los triángulos bisexuales fueron creados en 1978 por Liz Nania. Representan a la bisexualidad y el orgullo bisexual. El origen exacto de este símbolo es ambiguo. Forma parte del pensamiento popular que el color rosa representa la homosexualidad (y así lo hace, si está solo) mientras que el azul representa heterosexualidad. Juntos forman el color lavanda, una mezcla de ambas orientaciones sexuales. Es también posible que el color rosado represente la atracción hacia las mujeres y el azul la atracción hacia los hombres, conformando el color lavanda la atracción hacia ambos.
En 1998, Michael Page diseñó una bandera del orgullo bisexual para representar a dicha comunidad. Esta bandera rectangular consiste en una banda color magenta arriba representando la atracción del mismo sexo; una banda azul abajo, representando la atracción al sexo opuesto y una banda más angosta en el centro de color lavanda oscuro representando la atracción a ambos sexos.
Las lunas bisexuales fueron creadas para evitar el uso de los triángulos que poseen un pasado directamente ligado al Nazismo.

Bisexualidad
Triángulos bisexuales.
Bandera del Orgullo Bisexual.
Lunas de la Bisexualidad.
Símbolo de género bisexual
Símbolo de infinito de géneros

## Símbolos trans
Los símbolos populares utilizados para identificar personas travestidas, tran y otro tipo de personas trans
frecuentemente consisten en una modificación del símbolo biológico de los sexos, bajo la autoría de Holly Boswell. En adición a la flecha apuntando hacia el extremo superior derecho que representa al hombre (símbolo astrológico de Marte), se adiciona la cruz en la parte inferior del círculo representando el símbolo femenino (del símbolo astrológico de Venus). Incorpora así ambos aspectos, tantos masculinos como femeninos. 
Otro símbolo trans es la bandera del orgullo trans, diseñada por Monica Helms y presentada por primera vez en sociedad en una marcha del orgullo gay en Phoenix, Arizona en el año 2000. La bandera representa a la comunidad trans y consiste de cinco bandas horizontales: dos de color celeste, dos rosas y una blanca en el centro. Su autora describió el significado de la siguiente manera: 

"La banda celeste representa el color tradicional para vestir a los bebés varones y el rosa para las niñas. La blanca en el centro es para quienes se encuentran en esa transición, aquellos que desean mantenerse neutrales entre un género y otro y aquellos que mantienen ambos sexos. La manera en que está diseñada permite que sin importar el lado que se use al flamear, siempre será correcta. Esto nos simboliza a nosotros mismos, tratando de encontrar el lado correcto en nuestras propias vidas."

Otros símbolos trans incluyen la mariposa (simbolizando la transformación y la metamorfosis) y un Ying Yang (símbolo del equilibrio) color rosa y celeste. 

Trans
Símbolo universal trans.
Bandera del Orgullo Trans.